# Herona djarang
Herona djarang är en fjärilsart som beskrevs av Hans Fruhstorfer 1893. Herona djarang ingår i släktet Herona och familjen praktfjärilar. Inga underarter finns listade i Catalogue of Life.